# Spice World (film)
Spiceworld är en film från 1997 om den brittiska popgruppen Spice Girls.

## Om filmen
Spiceworld regisserades av Bob Spiers.

## Rollista (urval)
- Melanie Brown - Melanie B
- Emma Bunton - Emma
- Melanie Chisholm - Melanie C
- Geri Halliwell - Geri
- Victoria Beckham - Victoria
- Richard E. Grant - Clifford
- Claire Rushbrook - Deborah
- Alan Cumming - Piers Cuthbertson-Smyth
- Roger Moore - Chief
- Naoko Mori - Nicola
- Barry Humphries - Kevin McMaxford
- Richard O'Brien - Damien
- George Wendt - Martin Barnfield
- Mark McKinney - Graydon
- Meat Loaf - Dennis
- Elton John - sig själv
- Bob Hoskins - sig själv